# Xã Lynnville, Quận Ogle, Illinois
Xã Lynnville (tiếng Anh: Lynnville Township) là một xã thuộc quận Ogle, tiểu bang Illinois, Hoa Kỳ. Năm 2010, dân số của xã này là 642 người.